# Crònica Rotense
La Crònica Rotense és una crònica, considerada com a la primera versió de la Crònica d'Alfons III, posterior a la Crònica Albeldense i anterior a la Crònica Ovetense que feia major èmfasi en la línia de considerar Pelai com a successor dels reis de Toledo, és a dir del Regne Visigot; la fi d'aquestes dues cròniques era demostrar el continuisme del Regne Visigot en el Regne Asturià.
Està escrita en un llatí força bàrbar, es creu que per un laic, que per a molts estudiosos seria el mateix rei Alfons III d'Astúries, ja que en una frase referida a la ciutat de Viseu, a Portugal, es diu que va ser poblada pel nostre mandat, frase que només el rei podia escriure. L'obra pretenia haver estat una continuació de la Història dels gots del bisbe Isidor de Sevilla i acabava al final del regnat d'Ordoni I de Galícia. Un cop redactada, el rei la va enviar al seu nebot el bisbe Sebastià, qui va millorar l'estil retocant el seu tosc llatí, va censurar fragments i va introduir certes correccions ideològiques com les del noble origen de Pelai, l'exculpació del clergat o l'exaltació de la intervenció goda en l'origen del Regne d'Astúries.
Aquesta versió corregida i notificada és la coneguda com la versió A Sebastián o Sebastianense. Per tant, la Rotense seria la redacció primitiva de la Crònica d'Alfons III, anterior a la Sebastianense i conseqüentment menys manipulada.